# Sophienheilstätte

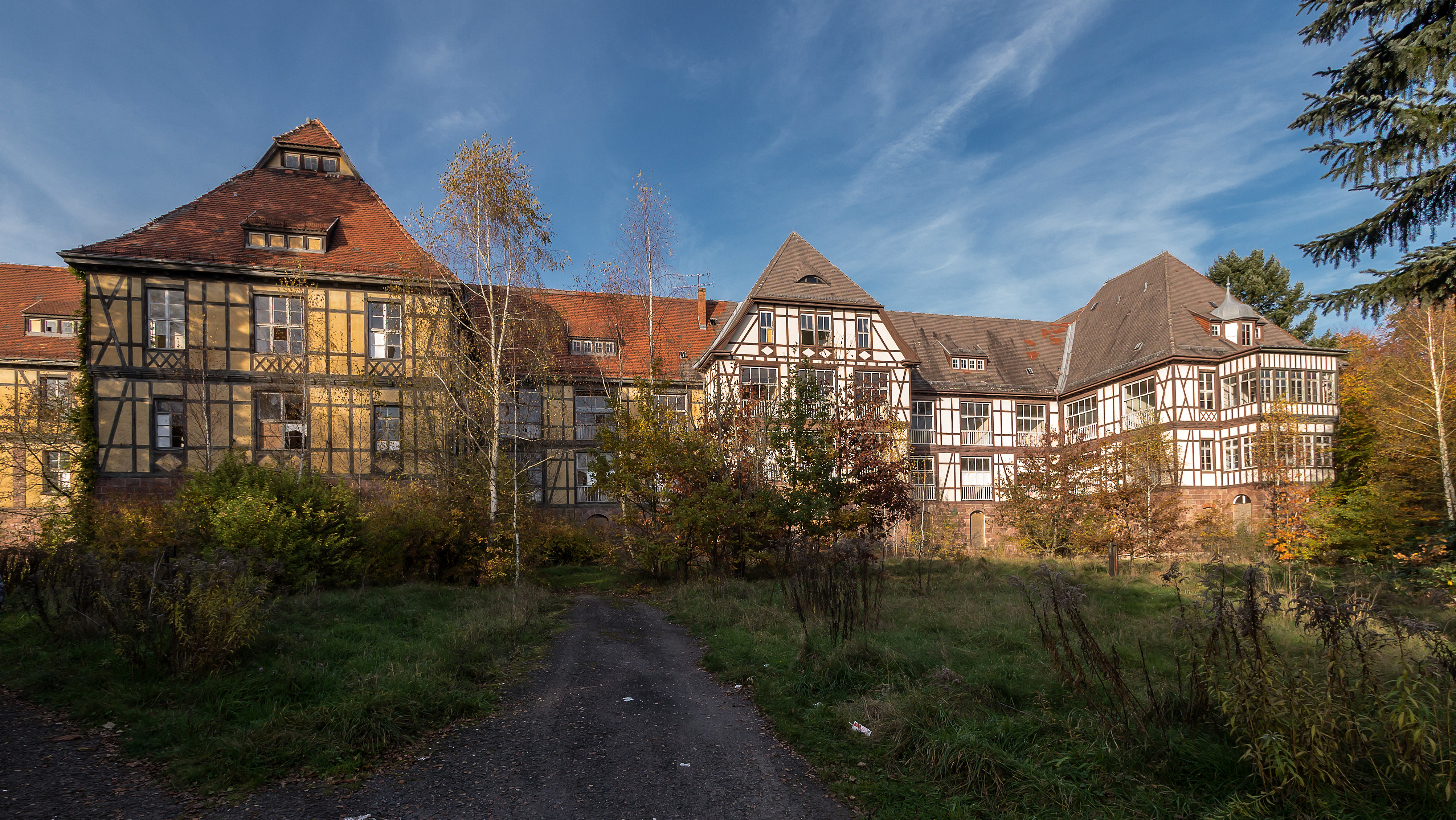
Haupthaus von 1898 aus südlicher Ansicht, welches 1911 aufgestockt wurde

Die Sophienheilstätte für Schwindsüchtige ist eine ehemalige Lungenheilstätte in München bei Bad Berka in Thüringen. Das idyllisch im Wald gelegene Gebäude wurde 1898 erbaut und steht seit 1994 leer. Aus der Sophienheilstätte ging die Zentralklinik Bad Berka hervor, welche noch heute besteht.

## Geschichte
Die Klinik wurde nach der Gründung am 14. Oktober 1898 mit Unterstützung der Großherzoglichen Familie von Sachsen-Weimar-Eisenach in einem Waldgebiet oberhalb von München, heute ein Ortsteil von Bad Berka, errichtet. Benannt wurde sie nach der kurz zuvor verstorbenen Großherzogin Sophie von Oranien-Nassau. Das Haus diente zunächst als Kureinrichtung zur Behandlung Tuberkulosekranker. Der ursprünglich zweigeschossige Pavillonbau konnte bis zu 80 Patienten aufnehmen. Da die Auslastung schnell erreicht war, wurden bereits im Sommer 1899 ein zweiter Flügel, Liegehallen im Wald und Schlafbaracken errichtet. Die Sophienheilanstalt wurde 1904 von der Landesversicherungsanstalt LVA Thüringen übernommen. Diese sorgte 1911/1912 für die Aufstockung des Haupthauses um zwei Etagen, wodurch die Zahl der Betten auf 200 stieg. Ab 1924 begann die Umwandlung der Kurheilstätte in eine klinische Heilstätte, um neue Behandlungsmethoden und entsprechende operative Eingriffe für Lungenkranke vornehmen zu können. Hierzu wurden neue Behandlungsräume geschaffen, Laboratorien errichtet und Röntgenapparate beschafft.
1934 wurde Adolf Tegtmeier Chef der Sophienheilstätte und trug zu ihrem Erfolg bei. Er konnte 1945 die Umwandlung in ein sowjetisches Seuchenlazarett verhindern. Durch Umstrukturierung der LVA Thüringen gingen die Liegenschaften ins Eigentum des Landes Thüringen über. Im selben Jahr wurde Schloss Rodberg, 1947 Schloss Tonndorf und 1949 Schloss Harth aufgrund steigender Krankheitsfälle in die Tuberkuloseheilstätten einbezogen. Schloss Tonndorf wurde deshalb ab 1950 entsprechend modernisiert. Einhergehend wurden die verschiedenen Gebäude als Abteilungen Heilstätte I (Sophienheilstätte), Heilstätte II (Haus Harth) und Heilstätte III (Haus Rodberg) untergliedert.
Eine Neuaufstellung der Heilstätten erfolgte ab 1951 durch den Bau einer „Zentralklinik für Lungenkrankheiten und Tuberkulose“ mit 570 Betten auf der Harth. Das Ministerium für Gesundheitswesen der DDR und Adolf Tegtmeier legten damit den Grundstein für die heutige Zentralklinik Bad Berka. Seitdem diente die Sophienheilstätte als Abteilung für Urologie und Orthopädie. Nach dem Ende der DDR und der Privatisierung der Klinik 1991 wurde im Jahr darauf die Urologie an das Kreiskrankenhaus Blankenhain übergeben. Aufgrund von Rückführungsansprüchen gegenüber der LVA Thüringen wurde schließlich die orthopädische Abteilung in die Zentralklinik verlegt und das historische Gebäude 1993 geräumt. Seitdem ist es dem Verfall preisgegeben.
2002 erwarb die Unternehmensgruppe Dr. Marx die Immobilie, Investitionen erfolgten jedoch nicht. 2015 bildete sich eine Investorengruppe, zu der auch etliche Bad Berkaer gehörten, um die Sophienheilstätte denkmalgerecht zu sanieren und als Seniorenresidenz mit gehobenem Standard wiederzubeleben.
Zu Beginn des Jahres 2021 waren noch keinerlei Sanierungs- oder Sicherungsmaßnahmen erkennbar, rein äußerlich verfällt das Gebäude zunehmend.

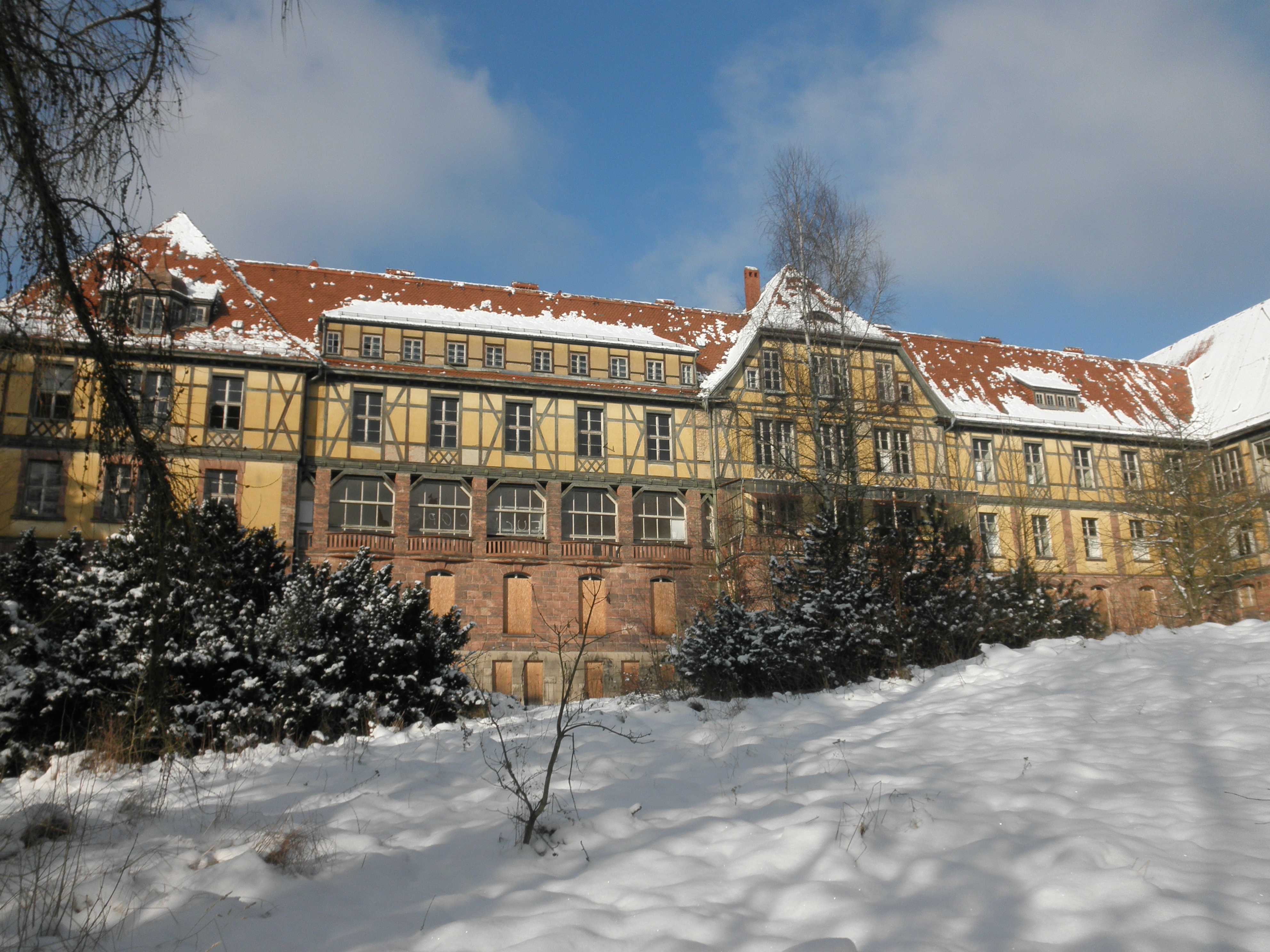
Westflügel von 1911
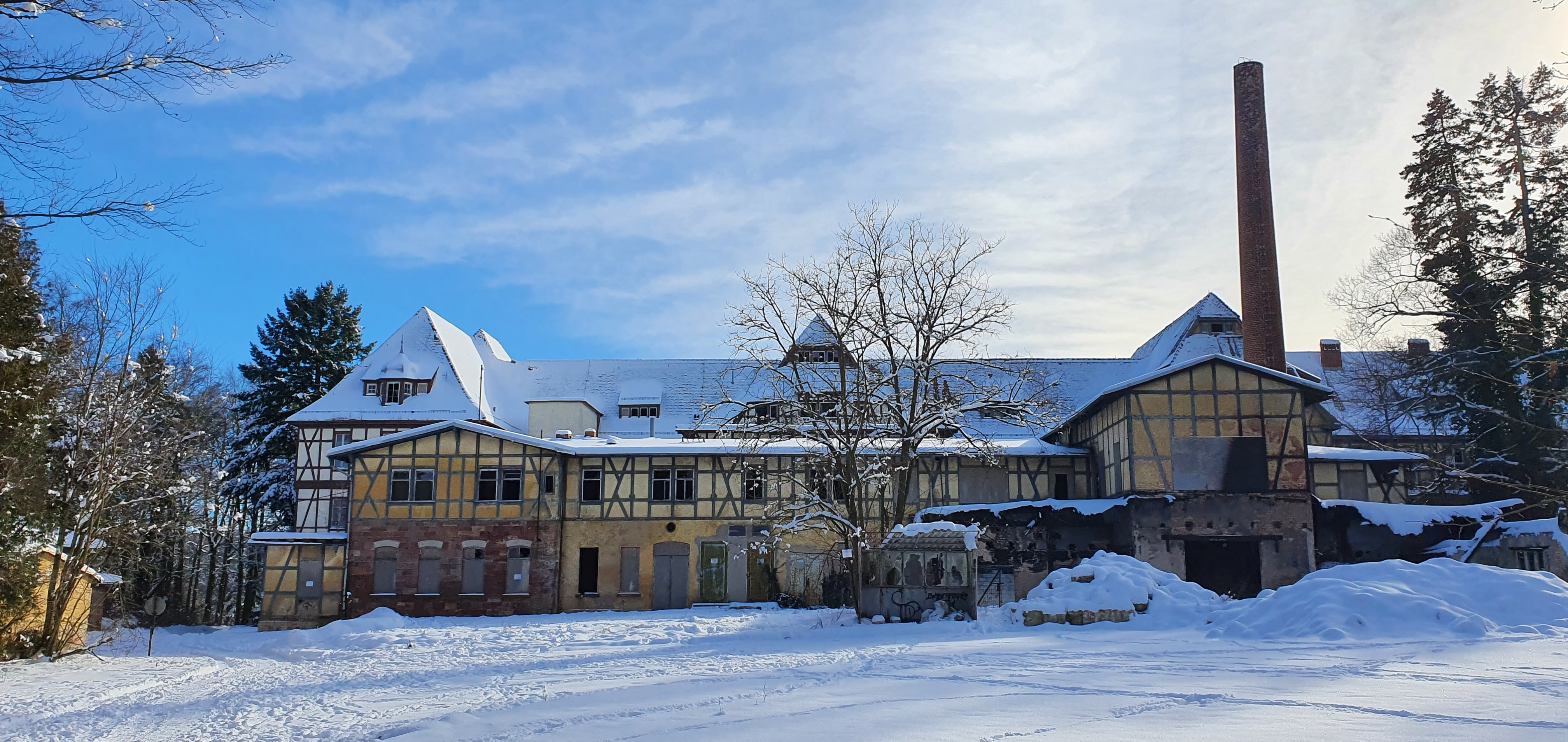
Nordseite
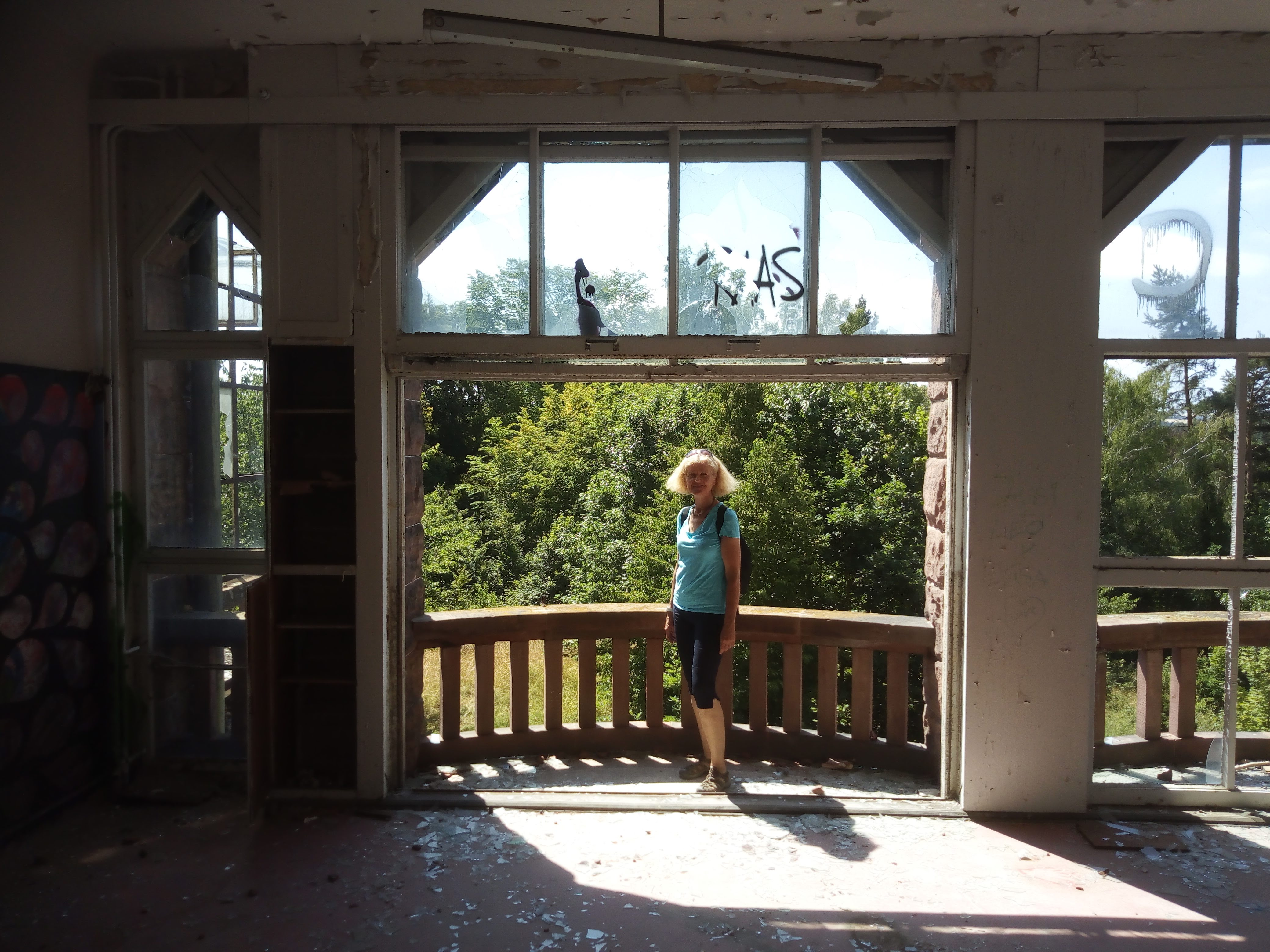
Krankenzimmer mit Balkon
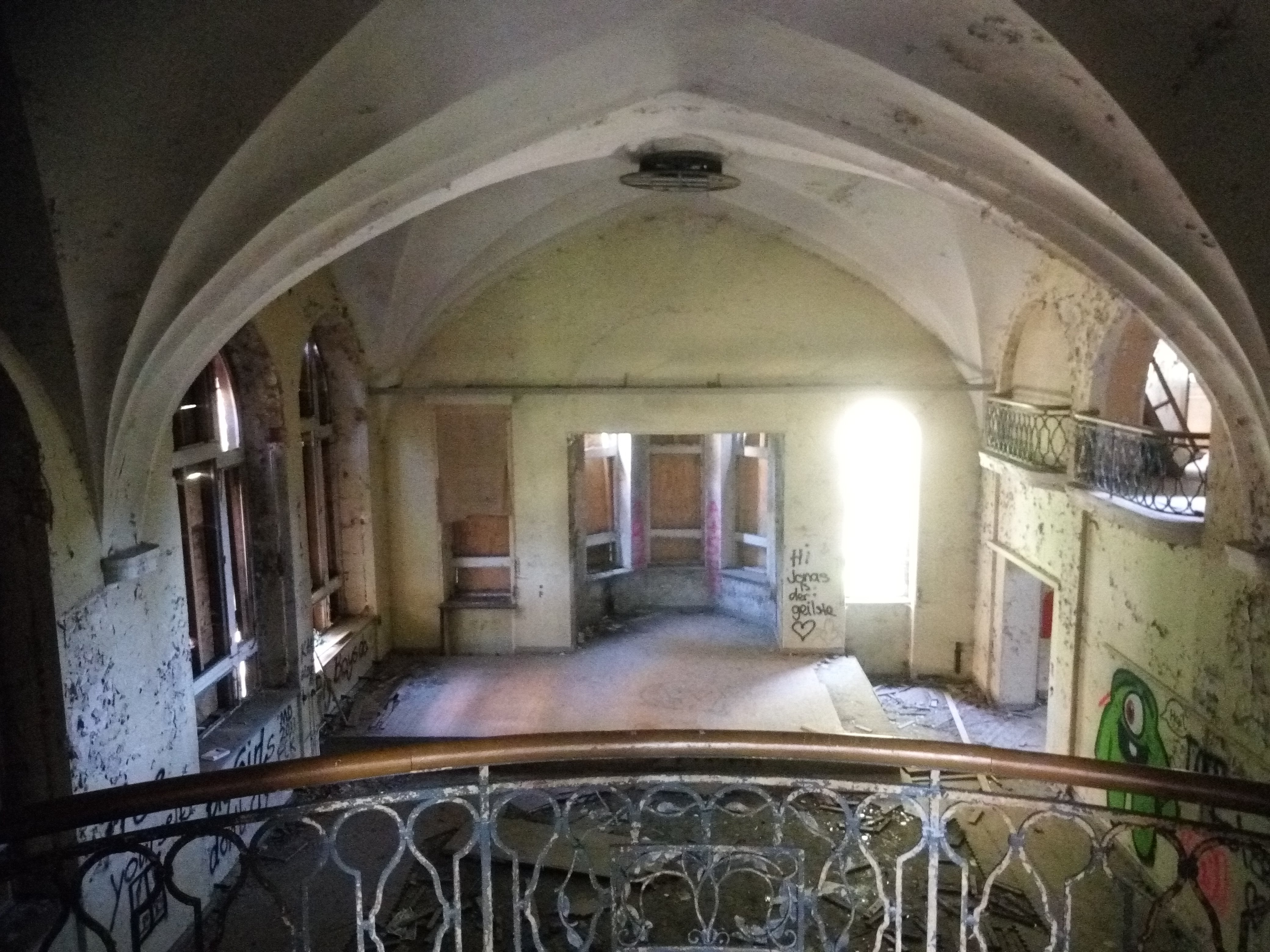
Kapelle

## Drehort
Der verfallene Bau diente als Kulisse für verschiedene Film- und Fernsehproduktionen wie Wigald & Fritz – Die Geschichtsjäger des Privatsenders History, den Tatort: Der letzte Schrey, In aller Freundschaft – Die jungen Ärzte (Folge 240 „Sturz ins Leere“, Erstausstrahlung am 10. Dezember 2020),
„Nightwatch - Jenseits der Angst“ (Staffel 2, Folge 2 „Kalter Tod“, Erstausstrahlung 20. Januar 2023) und Theresa Wolff – Lost.